# Théorie des ensembles de Morse-Kelley
La théorie des ensembles de Morse-Kelley (parfois abrégée en MK) est une théorie axiomatique exprimée en premier ordre dont les objets sont des classes, c'est-à-dire des ensembles en un sens proche de celui de la théorie des ensembles de Zermelo-Fraenkel (ZFC) mais aussi des « collections » d'ensembles ayant une même propriété, qui ne peuvent être considérés comme des ensembles sous peine de paradoxe, comme la collection de tous les ensembles. En cela elle est similaire à la théorie des ensembles de von Neumann-Bernays-Gödel (NBG), et se différencie de la théorie de Zermelo-Fraenkel qui ne permet de parler d'une classe qui n'est pas un ensemble que via la meta-théorie, par la propriété qui la définit. Cependant la théorie de von Neumann-Bernays-Gödel ne permet de définir des classes dans l'univers ensembliste que par des propriétés qui elles-mêmes sont définies en termes d'ensembles ; cette restriction du schéma d'axiomes de compréhension (pour les classes) fait de NBG une théorie finiment axiomatisable, et qui démontre les mêmes énoncés purement ensemblistes que la théorie de Zermelo-Fraenkel. La théorie de Morse-Kelley lève cette restriction : toute propriété exprimée dans le langage de la théorie définit une classe dans l'univers ensembliste, c'est alors une extension propre de la théorie des ensembles usuelle ZFC.
La théorie doit son nom aux mathématiciens Anthony Morse (en) et John L. Kelley, ce dernier ayant été le premier à en publier une version en appendice de son livre General topology, sous le nom de théorie de Skolem-Morse. La possibilité de lever la restriction au schéma de compréhension de la théorie des classes von Neumann avait été envisagée également, outre Skolem, par Quine et d'autres. Fraenkel, Bar-Hillel, et Levy, dans un livre paru en 1958 qui discute des différentes approches de la théorie des ensembles, la nomment système de Quine et Morse, et en attribuent la paternité également à Hao Wang.

## Axiomes
Les deux théories, désignées par MK et NBG respectivement, partagent une même ontologie : l'univers du discours consiste en classes ; si une classe est élément d'au moins une classe, elle est appelée «ensemble» sinon c'est une «classe propre», qui n'est donc élément d'aucune classe. Les énoncés primitifs ont la forme de l'égalité [X=Y] ou de l'appartenance [x∈Y].
À l'exception du schéma de compréhension pour les classes, les axiomes de MK sont les mêmes que ceux de NBG, avec dans les deux cas des variantes de formulation, ou dans le détail des axiomes. L'écriture obéit à certaines conventions :
- Les lettres majuscules autres que «M» dénotent des variables de classes quelconques ;

- Les lettres minuscules dénotent des variables d'ensembles ;

- Les expressions équivalentes «x est un ensemble», «il existe Y telle que x∈Y» s'abrègent en «M(x)» ou «Mx» ;

Les axiomes de compréhension et d'extensionnalité assurent l'existence d'une classe vide, et, moyennant l'existence d'un ensemble assurée ici par l'axiome de l'infini, d'un unique ensemble vide Ø, défini par :
{\displaystyle \forall x(x\not \in \varnothing )}
et d'une unique classe universelle V (l'univers de Von Neumann en présence de l'axiome de fondation), définie par :
{\displaystyle \forall x(M(x)\leftrightarrow x\in V)}.
L'axiome d'extensionnalité affirme que deux classes qui ont les mêmes éléments sont égales :
{\displaystyle \forall X\,\forall Y\,(\forall z\,(z\in X\leftrightarrow z\in Y)\rightarrow X=Y)}
L'axiome de fondation affirme que toute classe non vide est disjointe d'au moins un de ses éléments :
{\displaystyle \forall A[\exists x\ x\in A\rightarrow \exists b(b\in A\land \forall c(c\in b\rightarrow c\not \in A))]}
L'axiome de la paire affirme l'existence d'un ensemble ayant exactement pour éléments deux ensembles donnés :
{\displaystyle \forall x\,\forall y\,[(M(x)\land M(y))\rightarrow \exists z\,(M(z)\land \forall s\,[s\in z\leftrightarrow (s=x\,\lor \,s=y)])]}
L'axiome de la paire permet de définir les couples de Wiener-Kuratowski, de la façon usuelle : (x,y)={{x},{x,y}}
L'axiome de la réunion affirme que la classe des éléments des éléments d'un ensemble est un ensemble ; ici, l'on n'a pas besoin de postuler l'existence de cette classe, seulement qu'elle est un ensemble ; en effet son existence s'établit à partir du schéma de compréhension pour les classes ; il en résulte une formulation de l'axiome différente de celle de Zermelo, la variable {\displaystyle s} étant universellement – au lieu d'existentiellement – quantifiée :
{\displaystyle \forall a\,\forall s\,[(M(a)\land \forall x\,[x\in s\leftrightarrow \exists y\,(x\in y\land y\in a)])\rightarrow M(s)]}
L'axiome de l'ensemble des parties affirme que la classe des sous-ensembles d'un ensemble a est un ensemble ; la remarque faite plus haut en ce qui concerne la classe de réunion s'applique ici de la même manière, il y a ipso facto une classe des sous-ensembles de a, donc la variable p est universellement quantifiée :
{\displaystyle \forall a\,\forall p\,[(M(a)\land \forall x\,[x\in p\leftrightarrow \forall y\,(y\in x\rightarrow y\in a)])\rightarrow M(p)]}
L'axiome de l'infini affirme l'existence d'un ensemble y ayant pour élément Ø et tel que pour tout z, si z est élément de y il en est de même de zU{z}:
{\displaystyle \exists y[M(y)\land \varnothing \in y\land \forall z(z\in y\rightarrow \exists x[x\in y\land \forall w(w\in x\leftrightarrow [w=z\lor w\in z])])]}
(∅ ∈ y peut s'exprimer sans supposer l'existence d'un ensemble vide).
L'axiome de remplacement exprime la même idée que le schéma correspondant de ZF : pour toute relation fonctionnelle et tout ensemble x, existe un ensemble des images des éléments de x par cette relation ; mais ici, comme dans NBG, c'est un axiome simple au lieu d'un schéma (on utilise les couples définis ci-dessus) :
{\displaystyle \forall F[[\forall x,y,z\in VF(x,y)\land F(x,z)\rightarrow \;y=z]\rightarrow \;[\forall x\in V\exists y\in V\forall z\in V[z\in y\leftrightarrow \;\exists t(t\in x\land (t,z)\in F]]]}.

L’axiome du choix peut être pris restreint aux ensembles, comme celui de ZFC : pour tout ensemble a il existe une fonction f (ensemble de couples vérifiant la condition usuelle) définie sur a, vérifiant pour tout x non vide élément de a, f(x) ∈ x (une variante, qui donne une théorie plus forte, et d'étendre cet axiome aux classes, ou à la classe universelle ce qui revient au même, voir section suivante).
On en vient maintenant au principe majeur de la théorie de Morse-Kelley : le schéma de compréhension pour les classes.
Soit φ(x) n'importe quelle formule du langage de MK dans laquelle la variable x est libre. Les paramètres de φ(x) peuvent être aussi bien des classes propres que des ensembles ; et les variables liées dans φ(x) peuvent être des variables de classes quelconques et non d'ensembles uniquement ; c'est par ce seul trait que MK diffère de NBG.
Alors il existe une classe Y :
{\displaystyle \quad Y=\{x\mid \varphi (x)\}}
dont les éléments sont exactement ceux pour lesquels φ(x) se trouve être vraie. Si Y n'est pas une variable libre dans φ(x) :
{\displaystyle \forall W_{1}\ldots W_{n}\exists Y\forall x[x\in Y\leftrightarrow (\varphi (x,W_{1},\ldots W_{n})\land Mx)]}

## Discussion
La théorie de Morse-Kelley est strictement plus forte que ZFC et que son extension conservative NBG. En fait, sa consistance entraîne celle de ces deux théories. Mais si l'on ajoute à ZFC l'axiome d'existence d'un cardinal fortement inaccessible, la consistance de la théorie ainsi obtenue entraîne celle de MK.
Le schéma de compréhension pour les classes ne peut se réduire à une liste finie d'axiomes du premier ordre, contrairement à celui de NBG qui en est une version restreinte, et la théorie de Morse-Kelley n'est pas finiment axiomatisable (contrairement à NBG).
Comme pour NBG, les classes permettent d'exprimer le principe du choix, ou axiome du choix global, c'est-à-dire le choix sur tout l'univers, l'existence d'une classe fonctionnelle qui à chaque ensemble non vide associe un élément de cet ensemble. Cet axiome, qui n'est pas conséquence de l'axiome du choix ordinaire sur les ensembles, est celui adopté par Kelley pour son axiomatisation.
De même que dans NBG, les classes permettent également d'exprimer l'axiome de limitation de taille ((en)limitation of size) dû à von Neumann qui a les mêmes conséquences que dans NBG (remplacement, séparation, axiome du choix global et réunion).
La théorie des classes de Morse-Kelley est construite essentiellement sur les mêmes principes que ZFC, NBG et leurs variantes. Ces trois théories peuvent s'étudier par les mêmes méthodes, mais un peu plus simplement pour les théories à la ZFC. Comme la théorie de Morse-Kelley permet de parler directement de classe (alors que dans ZFC la notion de classe n'est accessible que de façon indirecte, dans la meta-théorie), sans la restriction syntaxique sur le schéma de compréhension de la théorie NBG qui n'est pas forcément très naturelle, quelques manuels préfèrent développer les bases de la théorie des ensembles à partir de celle-ci.

## Historique
La théorie fut développée pour la première fois en 1955 par John L. Kelley comme appendice de son ouvrage General Topology. Le système développé par Anthony Morse en 1965 dans A Theory of Sets est équivalent et exposé dans un langage formel très particulier se démarquant des notations standard de la logique du premier ordre.